# Dijkmagazijn

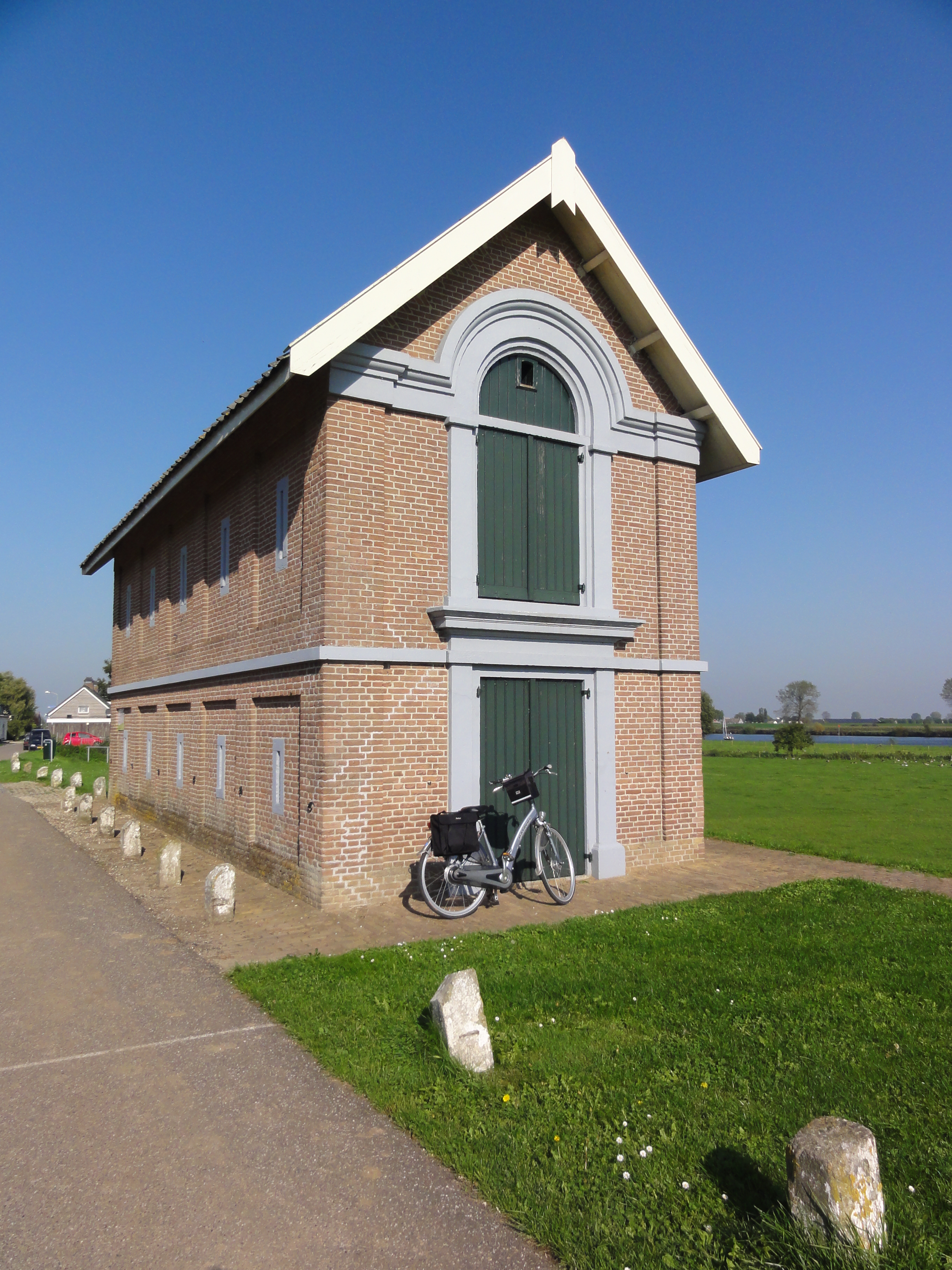
Dijkmagazijn Alphen (Gelderland)

Een dijkmagazijn (vroeger ook gespeld als dijksmagazijn) is een publieke schuur voor de opslag van dijkmaterialen.
Er konden bijvoorbeeld schoppen, kruiwagens, emmers en zandzakken in voorraad worden gehouden, die dienden om de dijken bij overstromingsgevaar te versterken of bij beschadiging te herstellen.
Bekend zijn de dijkmagazijnen aan de rivierdijken in Midden-Nederland, maar ook langs andere dijken stonden schuren die dijkmagazijnen werden genoemd.

## Grote rivieren
De dijkmagazijnen langs de grote rivieren stammen voornamelijk uit de 19e eeuw. Zij werden onder beheer van hoogheemraadschappen of polderlichamen gebouwd op regelmatige afstanden langs de dijken van de Maas, de Waal, de Rijn, de Lek en de IJssel. De gebouwen stonden op de dijk, of binnendijks op een vluchtheuvel tegen de dijk. 
De dijkmagazijnen verloren in de twintigste eeuw hun functie. 
Voor zover de gebouwen niet verdwenen zijn door sloop of oorlogsgeweld, hebben zij meestal een nieuwe publieke functie gekregen als bezoekerscentrum of museum, galerie of natuurcentrum, zoals het in de oorlog verwoeste en later gerestaureerde dijkmagazijn in Bemmel. 
Sommige van de gebouwtjes hebben tegenwoordig de status van rijksmonument: Beuningen, Afferden, Alphen, Appeltern, Dreumel, Ewijk, Waardenburg, Weurt, Winssen,  IJsselstein. 

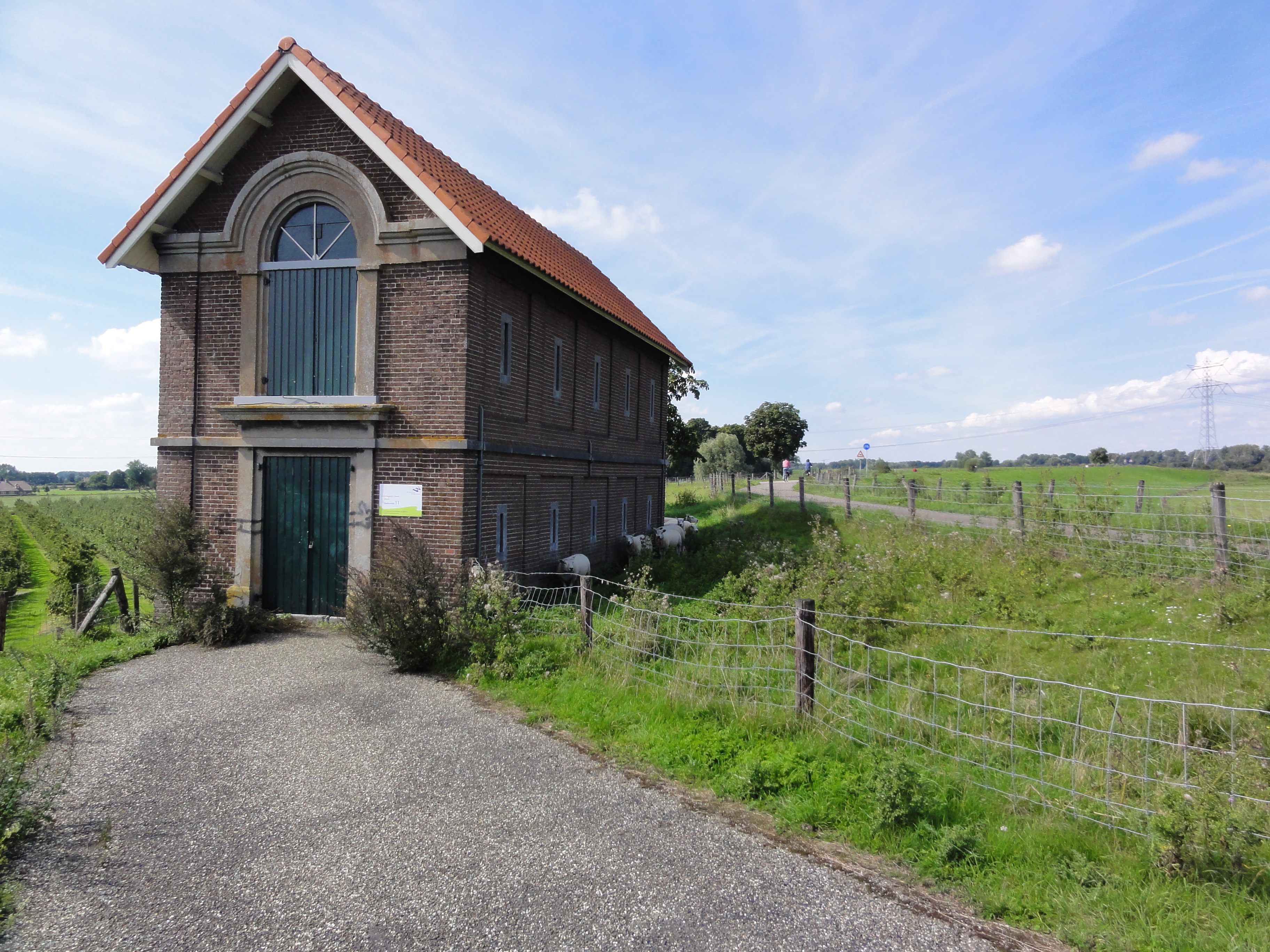
Dijkmagazijn in Afferden
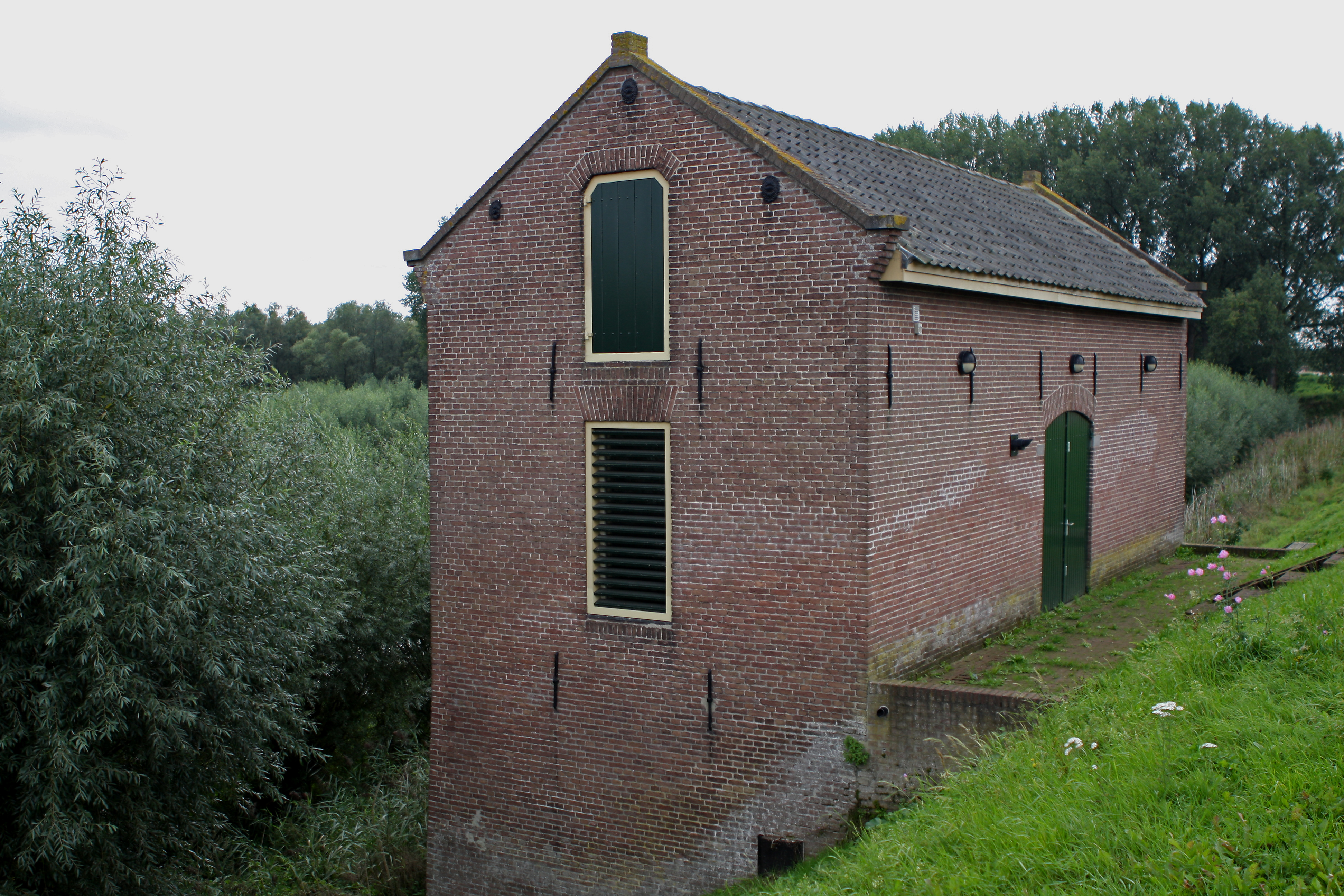
Dijkmagazijn in Waardenburg
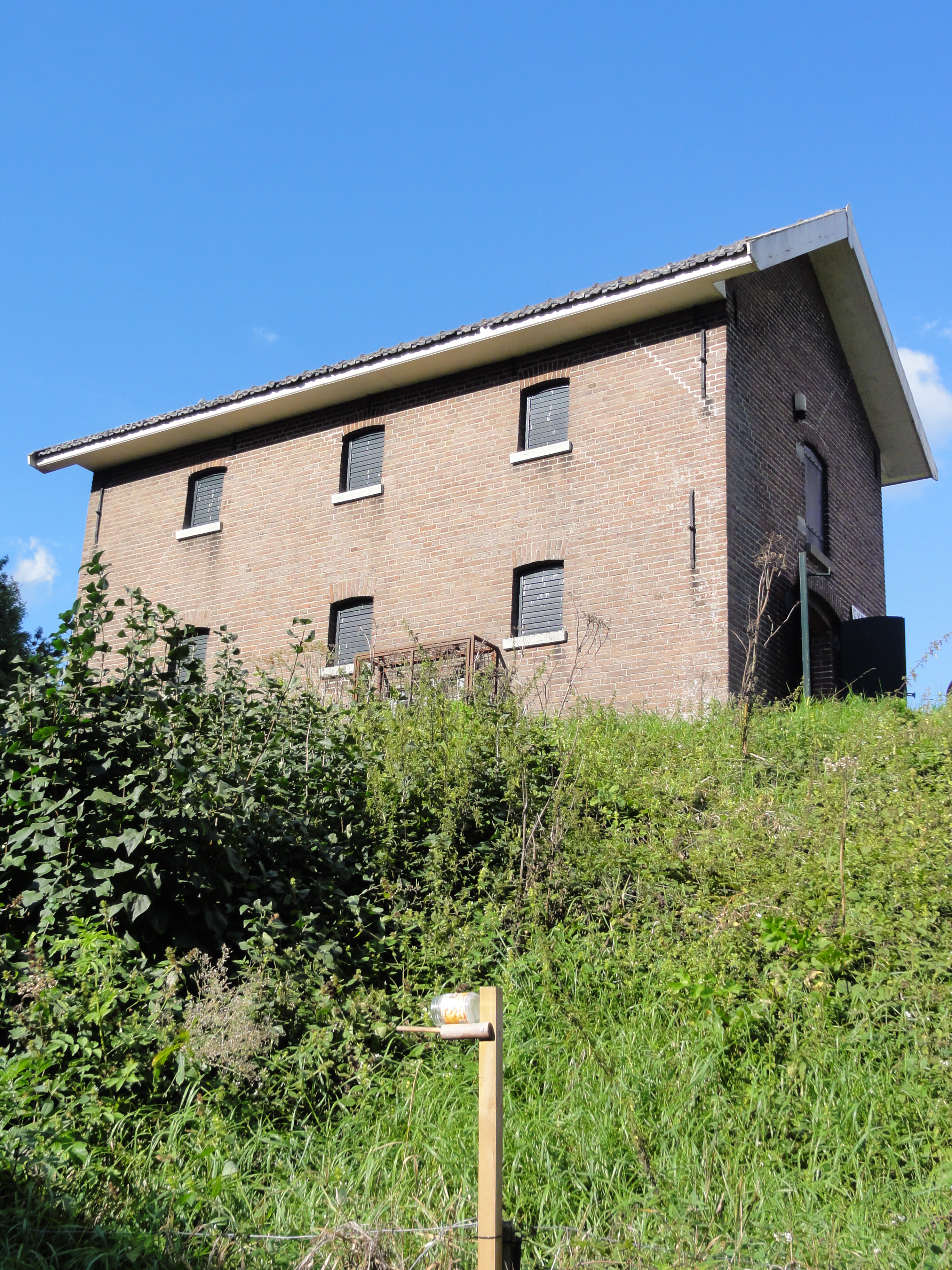
Dijkmagazijn in Ewijk
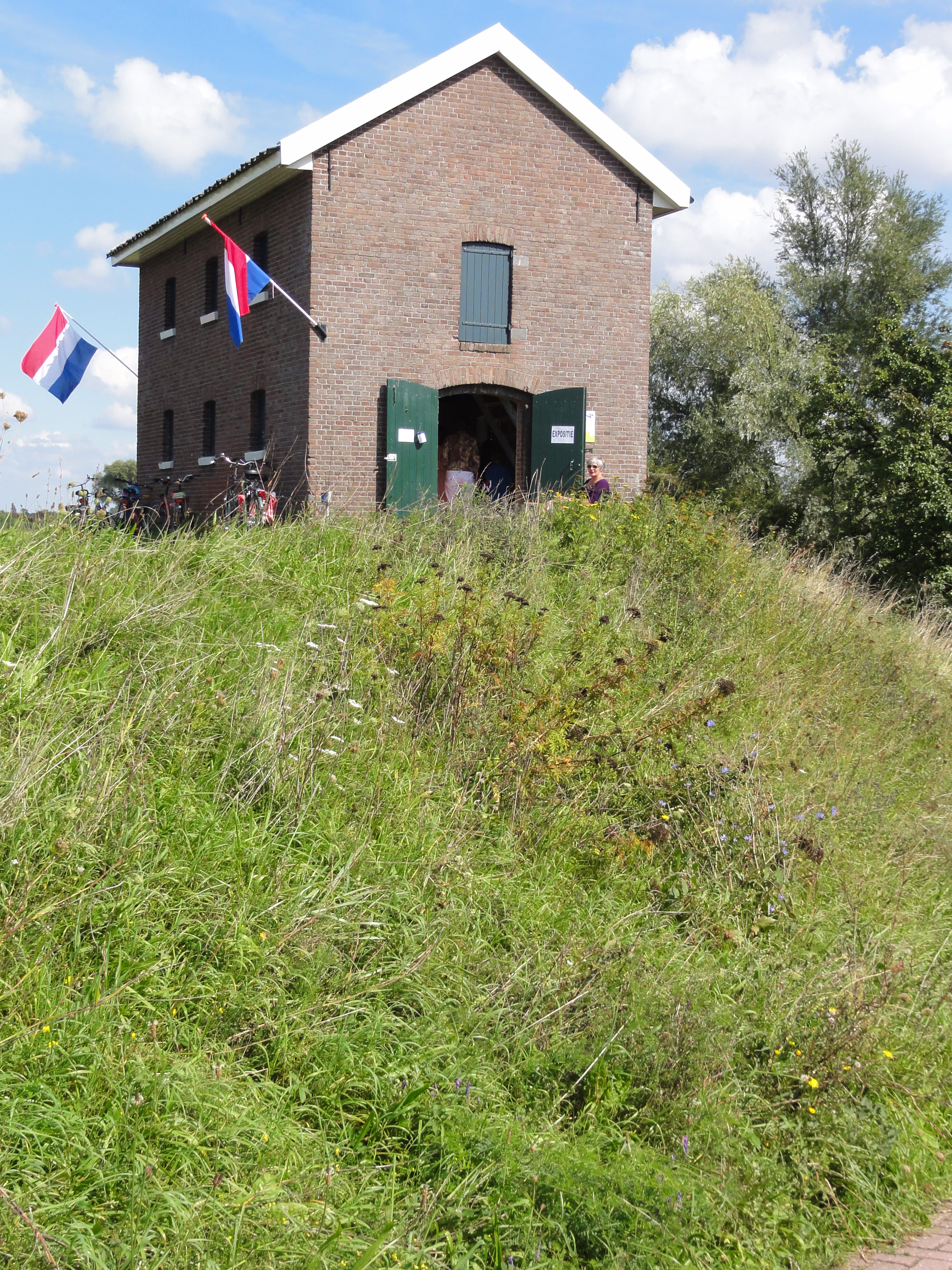
Dijkmagazijn in Winssen
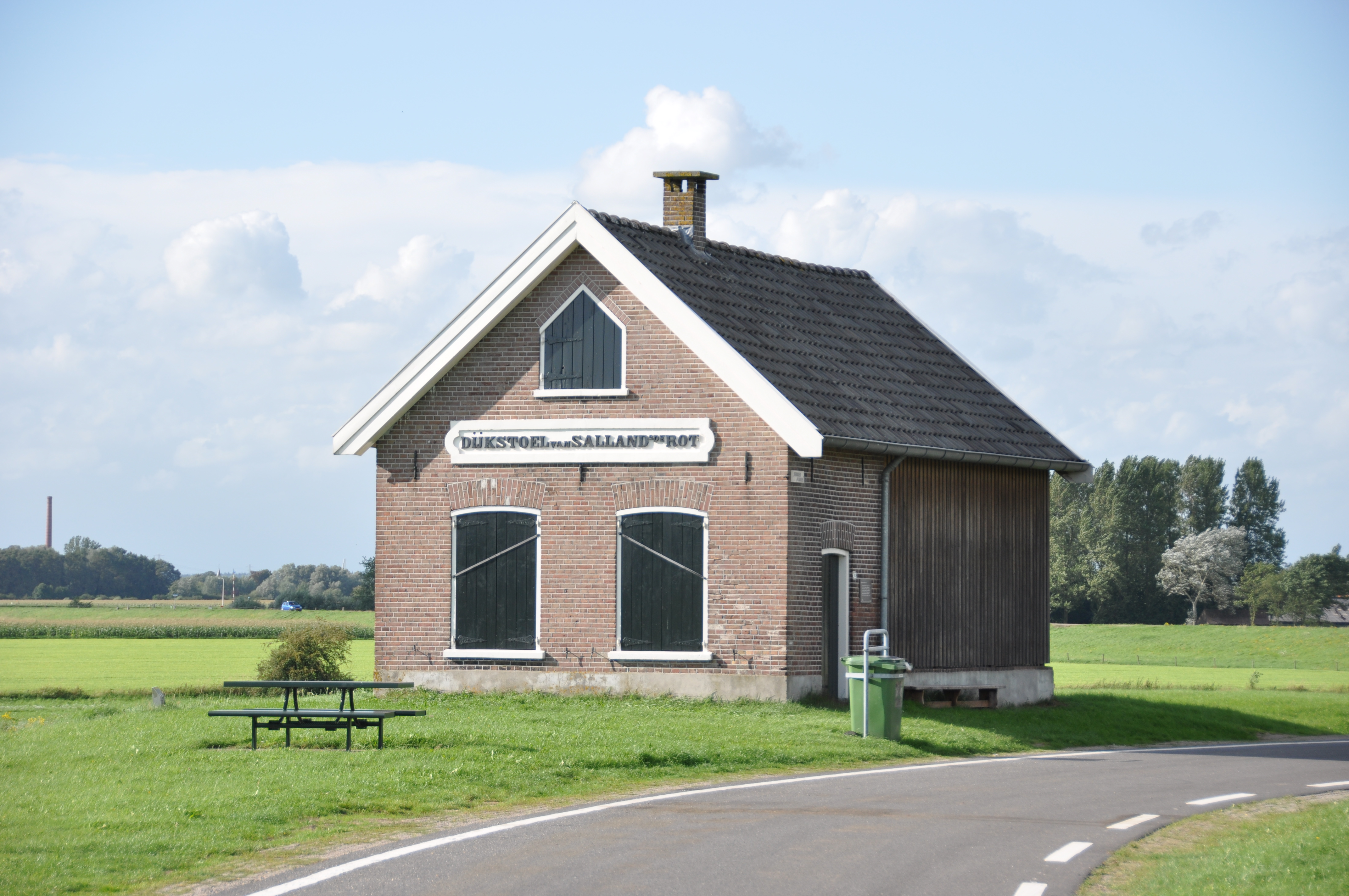
Dijkmagazijn of Dijkstoel in Olst

## West-Friesland
Op verschillende plekken langs de Westfriese Omringdijk bevonden zich dijksmagazijnen, waar materialen waren opgeslagen voor onderhoud en reparatie van zeeweringen en sluizen. Na de stormvloed van 1675, waarbij grote delen van West-Friesland onder water kwamen te staan, besloot het dijkbestuur van Drechterland tot de aanleg van deze dijksmagazijnen. Hiervan stonden er bijvoorbeeld drie aan de Noorderdijk, waarvan één in het gemeenlandshuis 'De Tent' in Oosterdijk.

## Noot
1. ↑  Doekes Bakker, Pieter Bakker: een 'dijk' van een dijk-opzichter, Alkmaar: Kring van vrienden van de Hondsbossche, 1990, pag. 9